# GNU parallel
GNU parallel является утилитой командной строки для ОС Linux и других Unix-подобных операционных систем, которая позволяет выполнять shell-скрипты параллельно. GNU parallel - это свободное программное обеспечение, написанное Оле Танге на языке Perl. Программа доступна в соответствии с условиями лицензии GPLv3.

## Использование
Чаще всего используется для замены циклов, например
```
    
for
 
x
 
in
 
`
cat
 
list
`
 
;
 
do
 

            
do_something
 
"
$x
"

    
done
 
|
 
process_output

```

на
```
    cat list | parallel do_something | process_output
```

где файл с именем list содержит аргументы для do_something и где process_output может быть пустым.
Скрипты использующие parallel часто легче читать, чем скрипты, использующие pexec.
Parallel включает также
- группировка стандартного вывода и стандартного потока ошибок, чтобы вывод параллельно запущенных задач не работает вместе;
- сохраняет порядок вывода, оставляя тот же самый порядок как на вводе;
- корректная работа с именами файлов, содержащих специальные символы, такие как пробел, одиночная кавычка, кавычки, амперсанд и кодировку UTF-8;

По умолчанию, параллельно запускается столько же задач, сколько и ядер процессора.

## Примеры
```
 
find
 
.
 
-name
 
"*.foo"
 
|
 
parallel
 
grep
 
bar

```

Эквивалентно:
```
 
find
 
.
 
-name
 
"*.foo"
 
-exec
 
grep
 
bar
 
{}
 
+

```

Это поиск во всех файлах в текущем каталоге и его подкаталогах, чье имя заканчивается на .foo и содержит строку bar. Parallel будет работать не так, как ожидается, если имя файла содержит символ новой строки. Для того чтобы избежать этого ограничения можно использовать:
```
 
find
 
.
 
-name
 
"*.foo"
 
-print0
 
|
 
parallel
 
-0
 
grep
 
bar

```

Команда выше использует нулевой символ для разделения имен файлов.
```
 
find
 
.
 
-name
 
"*.foo"
 
|
 
parallel
 
-X
 
mv
 
{}
 
/tmp/trash

```

Эта команда использует {} , чтобы сказать parallel , что нужно заменить {} списком аргументов.
```
 
find
 
.
 
-maxdepth
 
1
 
-type
 
f
 
-name
 
"*.ogg"
 
|
 
parallel
 
-X
 
-r
 
cp
 
-v
 
-p
 
{}
 
/home/media

```

Приведенная выше команда делает то же, что:
```
 
cp
 
-v
 
-p
 
*.ogg
 
/home/media

```

однако первая команда, которая использует find/parallel/cp является более эффективной в использовании ресурсов и не остановится с ошибкой, если раскрытие *.ogg будет слишком большим для shell.